# A-496
La carretera A-496 es una vía interurbana de la red de carreteras de la Junta de Andalucía, que une las localidades onubenses de Valverde del Camino y Cabezas Rubias, perteneciendo a la Red básica de articulación. Constituye una de las conexiones dentro de la comarca de El Andévalo. Pasa junto a los núcleos de población de Sotiel Coronada y Calañas.

## Datos de tráfico
La A-496 sale de una intersección con la N-435, cerca de Valverde del Camino, como continuación de la A-493, y finaliza en una intersección con la A-495, en Cabezas Rubias, conectando con la A-495 que le sirve de continuación.
La intensidad media de tráfico diario va descendiendo con el alejamiento de Valverde del Camino. En su primer tramo, hasta Calañas, se contabilizan de 2.000 a 5.000 vehículos/día, descendiendo al intervalo de 500 a 1000 vehículos/día para el tramo desde Calañas hasta Cabezas Rubias. El porcentaje de vehículos pesados disminuye en igual sentido, desde el 7%, cerca de Valverde del Camino, hasta un 5% en su último tramo.
La carretera A-496 posee una velocidad media comprendida entre 71 y 80 km/h entre Valverde del Camino y Calañas; y desde este punto hasta su final en Cabezas Rubias, la velocidad media es de 81-90 km/h.

## Conexiones
A lo largo de su recorrido conecta con varias carreteras provinciales, citadas por orden en sentido sur-norte: la HU-4101 se deriva a la izquierda antes de llegar a Calañas; y pasado ese punto salen la HU-5101, la A-475, la HU-6100 y la HU-6402.